# Lymantriades utilis
Lymantriades utilis är en fjärilsart som beskrevs av Swinhoe 1903. Lymantriades utilis ingår i släktet Lymantriades och familjen tofsspinnare. Inga underarter finns listade i Catalogue of Life.